# The Other Side (album Godsmacka)
The Other Side – minialbum amerykańskiego zespołu muzycznego Godsmack wydany 16 marca 2004 roku nakładem Universal Records i Republic Records. Zawiera akustyczne wersje czterech wydanych na dotychczasowych albumach studyjnych zespołu utworów: „Keep Away”, „Re-Align”, „Spiral” i „Awake”, który na tym albumie zatytułowany został „Asleep”, a także trzy nowe, utrzymane w akustycznej stylistyce utwory: „Touché”, który współtworzyli Lee Richards, pierwszy gitarzysta Godsmacka, i John Kosco, wówczas wokalista zespołu Dropbox, „Running Blind” oraz „Voices”. Dwa z nowych utworów, „Running Blind” i „Touché”, wydano w 2004 roku w postaci singli promujących wydawnictwo.
Album zadebiutował na 5. miejscu amerykańskiej listy przebojów Billboard 200 sprzedając się w liczbie 98 000 egzemplarzy w pierwszym tygodniu od wydania. 1 czerwca 2004 roku The Other Side pokrył się złotem w Stanach Zjednoczonych.

## Realizacja
Album The Other Side został zrealizowany w studiu Avex Honolulu Studios w Honolulu na Hawajach. Powstał przy udziale producenta Davida Bottrilla, który wcześniej współpracował z Godsmackiem przy singlu „I Stand Alone”, stworzonym na potrzeby ścieżki dźwiękowej filmu Król Skorpion, i przy wówczas najnowszym albumie studyjnym zespołu, Faceless. Na niniejszym albumie był odpowiedzialny za miksowanie. Powody powstania wydawnictwa Sully Erna, wokalista i lider zespołu, wyjaśnił następująco: 

Zdecydowaliśmy się nagrać płytę akustyczną, ponieważ zawsze bawiliśmy się tworząc akustyczne wersje naszej muzyki i spotykało się to z pozytywnymi reakcjami. Przerabianie utworów w ten sposób pokazuje inną stronę zespołu.

{{Cytat}} Nieprawidłowe/puste pola: "styl".

## Lista utworów
Opracowano na podstawie materiału źródłowego.
| Nr | Tytuł utworu                                 | Długość |
| -- | -------------------------------------------- | ------- |
| 1. | „Running Blind”                              | 3:57    |
| 2. | „Re-Align”                                   | 4:22    |
| 3. | „Touché” (feat. Lee Richards and John Kosco) | 3:38    |
| 4. | „Voices”                                     | 3:44    |
| 5. | „Keep Away”                                  | 4:48    |
| 6. | „Spiral”                                     | 5:21    |
| 7. | „Asleep”                                     | 3:58    |
|    |                                              | 29:48   |

## Twórcy
Opracowano na podstawie materiału źródłowego.
Zespół Godsmack w składzie
- Sully Erna - wokal
- Tony Rombola - gitara, wokal wspierający
- Robbie Merrill - gitara basowa
- Shannon Larkin - perkusja, instrumenty perkusyjne

Dodatkowi muzycy
- John Kosco - wokale w utworze 3.
- Lee Richards - gitara w utworze 3.

Produkcja
- Sully Erna – produkcja muzyczna, inne (stuff)
- David Bottrill – miksowanie
- Ben Sanders – asystent miksowania
- Bob Ludwig(inne języki) – mastering
- Kent Hertz – inżynieria
- Troy Gonzalez – asystent inżynierii
- Bau-da Design Lab, P.R. Brown(inne języki) – kierownictwo artystyczne, projekt graficzny, fotografie (fotografia na okładce)
- Dave Homcy – fotografie (fotografie studyjne)
- Kevin Sheehy, Kurt Schneck, Shane Hall, Steve Wood – personel (dodatkowe wsparcie)

## Notowania na listach przebojów
| Lista (2004)                                  | Pozycja |
| --------------------------------------------- | ------- |
| Stany Zjednoczone (Billboard 200 (Billboard)) | 5       |

| Lista (2004)                                  | Pozycja |
| --------------------------------------------- | ------- |
| Stany Zjednoczone (Billboard 200 (Billboard)) | 180     |

## Certyfikaty
| Region                   | Certyfikat |
| ------------------------ | ---------- |
| Stany Zjednoczone (RIAA) | złoto      |